# Wysoka (gromada w powiecie tucholskim)
Wysoka – dawna gromada, czyli najmniejsza jednostka podziału terytorialnego Polskiej Rzeczypospolitej Ludowej w latach 1954–1972.
Gromady, z gromadzkimi radami narodowymi (GRN) jako organami władzy najniższego stopnia na wsi, funkcjonowały od reformy reorganizującej administrację wiejską przeprowadzonej jesienią 1954 do momentu ich zniesienia z dniem 1 stycznia 1973, tym samym wypierając organizację gminną w latach 1954–1972.
Gromadę Wysoka z siedzibą GRN w Wysokiej utworzono – jako jedną z 8759 gromad na obszarze Polski – w powiecie tucholskim w woj. bydgoskim, na mocy uchwały nr 24/15 WRN w Bydgoszczy z dnia 5 października 1954. W skład jednostki weszły obszary dotychczasowych gromad Wysoka i Iwiec ze zniesionej gminy Bysław oraz obszary dotychczasowych gromad Brzozie i Suchom ze zniesionej gminy Cekcyn w tymże powiecie. Dla gromady ustalono 15 członków gromadzkiej rady narodowej.
Gromadę zniesiono 1 stycznia 1969, a jej obszar włączono do gromad Cekcyn (sołectwa Iwiec, Wysoka i Lisiny) i Małe Gacno (sołectwo Brzozie) w tymże powiecie.